# 上石镇
上石镇，是中华人民共和国广西壮族自治区崇左市凭祥市下辖的一个乡镇级行政单位。

## 行政区划
上石镇下辖以下地区：
上石社区、浦东村、白龙村、燕安村、下敖村、马垌村、练江村、油隘村和板旺村。